# František Dvořák (politik)
František Dvořák (29. května 1922 – 27. února 1992) byl český a československý politik Komunistické strany Československa a poúnorový poslanec Národního shromáždění ČSR.

## Biografie
V roce 1948 se uvádí jako rolník, bytem Volfířov.
Ve volbách roku 1948 byl zvolen do Národního shromáždění za KSČ ve volebním kraji Jihlava. V parlamentu zasedal do února 1951, kdy rezignoval a nahradil ho Adolf Pimpara.